# Сидорчук Юрій Володимирович
Ю́рій Володи́мирович Сидорчу́к (2 травня 1961, с. Дерно, Ківерцівський район, Волинська область, УРСР — 28 червня 2014, м. Оломоуц, Чехія) — активіст Євромайдану. Герой України.

## Життєпис
Народився в сім'ї простих робітників, у якій виховувалося 5 дітей. У 1969 році трагічно загинув батько і мати залишилась сама з дітьми, в недобудованому будинку та з усіма життєвими проблемами, які лягли на плечі їй і дітям.
Після закінчення 8 класів Дернівської середньої школи Юрій пішов навчатися до Луцького ПТУ № 2 на електро-газозварювальника. Після закінчення строкової служби залишився в армії за контрактом.
Після розвалу Союзу перевівся служити в «Десну». Звільнився з армії після 10 років служби. Одружився і проживав з дружиною Зоєю в м. Києві. Згодом народилася донька Ганна. Більше 20 років займався підприємницькою діяльністю разом з дружиною.

### Євромайдан
Тяжко переживав події в країні з початку Революції. Не міг стояти осторонь від українських подій, покинув робоче місце вдень 18 лютого, почувши  звістку про те, що відбувається на Майдані Незалежності і вирушив в епіцентр подій.
Поранений на Майдані 18 лютого. З вогнепальним пораненням голови, в коматозному стані, близько 00:50, вже 19 лютого, доставлений до Інституту нейрохірургії. 27 лютого за сприянням організації «Людина в скруті» разом з групою інших поранених учасників Майдану був перевезений на лікування до Чехії. Перебував у комі 130 днів.
Спочатку місяць лікувався у Празі, згодом був доправлений до м. Оломоуц. Переніс тяжке запалення мозку, у нього розвинувся сепсис (зараження крові). Смерть настала внаслідок зупинки серця.
Був патріотом, любив українську мову, свій народ і свою землю, шанував українські традиції.

### Поховання

Могила Юрія Сидорчука

Церемонія прощання відбулась у празькому крематорії «Страшніце». У церемонії взяла участь дружина, донька, представники посольства України в Чехії, зокрема, посол Борис Зайчук, близькі й знайомі Юрія та українці, які там живуть і працюють. 4 липня прах Юрія Сидорчука в рамках чеської міжвідомчої гуманітарної програми Medevac за сприяння посольства України в Чехії перевезли в Україну.
Прощання з Героєм Небесної сотні відбулося на Майдані 6 липня 2014 року, похований він на київському місцевому цвинтарі «Берківці».

## Вшанування пам'яті

### Нагороди
- Звання Герой України з удостоєнням ордена «Золота Зірка» (21 листопада 2014, посмертно) — за громадянську мужність, патріотизм, героїчне відстоювання конституційних засад демократії, прав і свобод людини, самовіддане служіння Українському народу, виявлені під час Революції гідності[2]
- Медаль «За жертовність і любов до України» (УПЦ КП, червень 2015) (посмертно)[3]

### Слова доньки
|  | Тато, рідний Тато... Ти назавжди в моєму серці... Ти найдорожчий... Я люблю тебе і любиму до останнього свого подиху... Світла пам'ять... Обіцяю, прожити життя гідно, ти мною пишатимешся ще з небес... Ніколи не забуду того, як праведно вчив на світі жити... Того як щоранку заглядав в мою кімнату, подивитись як я сплю... Твоїх працьовитих рук... Твого чудового почуття гумору... Ти найрідніший,найдорожчий... Нехай Господь дарує тобі Царство Небесне... Ти справжній герой, ти приклад найкращого батька, чоловіка, брата, друга... Вічна тобі пам'ять... Ти завжди житимеш в наших серцях... Нехай земля тобі буде пухом... |

### Присвята
|  | — Я з вами доню,.. поруч, я вернувся... Яке високе, чисте синє небо... Метеликом я рук твоїх торкнуся — Живи за двох — за мене і за себе. І променем в твою кімнату зранку, Я зазирну... Чи спиш у цю годину... Я з Вами рідна, за́вжди до останку, І в пам'яті моєї Батьківщини. Моя кровинко, серцем ти відчуєш, Як пестить вітер над чолом волосся. Мені болить, дитино, ти сумуєш — Нам так прощатись тяжко довелося... Юлія Куропата. 28.01.2015 |